# Togo (jezero)
Jezero Togo (fra. Lac Togo) je najveći dio lagune u Togu, odvojen od Atlantskog oceana uskim obalnim pojasom. Plitko je i popularno mjesto za vodene sportove. Gradovi na obali jezera uključuju Agbodrafo i Togoville. Prijevoz na jezeru uglavnom je tradicionalnim plovilom pirogom.

## Podrijetlo jezera Togo
Jezero Togo dugo je oko 15 km, a širko 6 km, s površinom od 64 km. Prima vodu iz rijeke Sio na jugozapadu i raznih drugih manjih potoka na zapadu i istoku, a rijeka Haho pritiče sa sjevera. Jezero je od mora odvojeno pješčanim sprudom širokim nešto više od 1 km. Voda istječe na istok kroz proširenje nalik kanalu gdje prima vodu iz obližnjeg, manjeg jezera Vogan, te dalje u lagunski sustav duž obale.
Glavna cesta prolazi obalom južno od jezera, a lokalne ceste kruže oko jezera, povezujući mala sela. Područje nije gusto naseljeno i nje turistički razvijeno . Gospodarstvo ovisi o ekstenzivnoj poljoprivredi i ribarstvu, pri čemu se koriste mreže potegače, a riba se prodaje u obližnjim gradovima. Između jezera i obale uzgajaju se kokosovi orasi, a na poplavnim ravnicama sjeverno od jezera nalaze se plantaže kokosa i uljanih palmi.

## Životinje
Jezero Togo, zajedno s obližnjim manjim jezerom Vogan i raznim obalnim lagunama, čini važno područje za ptice. Okružuju ih poplavne ravnice koje su prekrivene tipičnim poplavnim travama, au vlažnijim depresijama javljaju se trska i rogoz. Nema mangrova jer ove lagune nisu plimne. U vrijeme kada je poplavna voda prisutna u lagunama, pojavljuje se brzorastući vodeni kupus (Pistia stratiotes).
Jezero, močvare, lagune i obalni pijesak ovog područja pružaju odmorište za vodene ptice selice i čigre na njihovim rutama niz zapadnu stranu Afrike. Ribe u jezeru su i morskog i riječnog podrijetla, a najčešće vrste su Tilapia i Chrysichthys . Beskralježnjaci uključuju mekušce puževa Pachymelania spp. i Tympanotonos fuscatus te rakovi Farfantepenaeus duorarum i Callinectes latimanus.